# Yên Từ
	Yên Từ		là một xã thuộc tỉnh Ninh Bình, Việt Nam. Trụ sở xã nằm cách phường Hoa Lư - trung tâm tỉnh lỵ Ninh Bình18 km về phía Nam.		
Theo Nghị quyết số 1674/NQ-UBTVQH15 ngày 16/6/2025 về sắp xếp các đơn vị hành chính cấp xã của tỉnh Ninh Bình năm 2025, 	sắp xếp các xã Yên Phong và xã Yên Nhân (huyện Yên Mô), xã Yên Từ thành xã mới có tên gọi là xã Yên Từ.	
Xã Yên Từ	có diện tích:	23,98	km², 	dân số:	31.917	người, mật độ dân số: 	1331	người/km². 	
Đây là đơn vị có diện tích xếp thứ:	79	, số dân xếp thứ: 	59	và mật độ dân số xếp thứ: 	46	trong số 129 xã, phường ở Ninh Bình.  
Xã này nằm trên Quốc lộ 12B, 21B, Đường cao tốc Ninh Bình – Hải Phòng, và cũng là nơi có sông Vạc chảy qua.

## Địa lý
Xã Yên Từ cách trung tâm thành phố Ninh Bình 22 km, có vị trí địa lý:
- Phía bắc giáp xã Yên Mô
- Phía nam giáp xã Lai Thành, Phát Diệm
- Phía tây giáp xã Yên Mạc, Yên Mô
- Phía đông giáp xã Yên Khánh, Khánh Nhạc.

Xã Yên Từ cũ có diện tích là 4,90 km², dân số năm 2019 là 6.964 người, mật độ dân số đạt 1.421 người/km².

## Lịch sử
Xã Yên Từ được thành lập năm 1984 trên cơ sở chia xã Yên Phong (lúc đó thuộc huyện Tam Điệp) thành 2 xã lấy tên là xã Yên Phong và xã Yên Từ.
Xã Yên Từ nằm bên tuyến kênh Nhà Lê, là tuyến đường thủy đầu tiên trong lịch sử Việt Nam nối từ kinh đô Hoa Lư đến Đèo Ngang và được xem là tuyến đường Hồ Chí Minh trên sông vì những đóng góp cho các cuộc chiến tranh của người Việt.

## Du lịch
- Làng Nộn Khê